# Ernst Robert Daenell
Ernst Robert Daenell (* 28. August 1872 in Stettin; † 17. Dezember 1921 in Münster) war ein deutscher Historiker und Hochschullehrer.

## Leben und Wirken
Daenell wurde in Stettin geboren. Sein Vater war Kaufmann, seine Mutter war eine Tochter des Pastors der St.-Peter-und-Paul-Kirche. Daenall besuchte das Stadtgymnasium seiner Heimatstadt, wo Otto Blümcke sein Geschichtslehrer war, der zur Stettiner Stadtgeschichte und zur Hansegeschichte publizierte. Daenall studierte von 1890 bis 1894 Geschichte, zunächst an der Philipps-Universität Marburg und dann an der Universität Leipzig. Zu seinen akademischen Lehrern gehörten Karl Lamprecht, Wilhelm Maurenbrecher, Dietrich Schäfer und Friedrich Ratzel. Sein Studium beendete er mit einer Dissertation über Die Kölner Konföderation vom Jahre 1367 und die schonischen Pfandschaften. Nach Ableistung seines Militärdienstes knüpfte er 1897 in Leipzig mit seiner Habilitationsarbeit Die Geschichte der deutschen Hanse in der 2. Hälfte des 14. Jahrhunderts an seine Dissertation an. 1899 wechselte er an die Christian-Albrechts-Universität zu Kiel.
Bis zur Veröffentlichung seines Hauptwerks Die Blütezeit der deutschen Hanse. Hansische Geschichte von der zweiten Hälfte des 14. bis zum letzten Viertel des 15. Jahrhunderts (2 Bände, Berlin 1905/1906; Nachauflagen 1973 und 2001) forschte er vor allem zur Hansegeschichte. Für diese Darstellung der Hansegeschichte vom Stralsunder Frieden 1370 bis zum Utrechter Frieden 1474 wurde ihm bereits Pfingsten 1901 (obwohl zu diesem Zeitpunkt erst etwa ein Drittel der Arbeit vorlag) ein von der Historischen Gesellschaft des Künstlervereins in Bremen ausgeschriebener Preis zuerkannt. Daenells Werk wurde vor allem vom Hansehistoriker Walther Stein scharf kritisiert, was vermutlich zur Abwendung Daenells von hansegeschichtlichen Themen beitrug.
1904 wurde ihm der Titel eines Professors verliehen. 1906 erhielt er an der Universität Kiel eine außerordentliche Professur mit Lehraufträgen für mittlere und neuere Geschichte, schleswig-holsteinische Landesgeschichte und Historische Hilfswissenschaften. Kurz darauf wurde sein Lehrauftrag um das Fachgebiet Nordische Geschichte erweitert. Daenells wissenschaftliches Interesse galt nun vor allem der Amerika- und Überseegeschichte. Im Rahmen eines deutsch-amerikanischen Professorenaustauschs lehrte Daenell im Wintersemester 1908/1909 an der Staatsuniversität in Chicago und im Wintersemester 1910/1911 in Wahrnehmung der Kaiser-Wilhelm-Professur an der Columbia-Universität in New York. Auf Fürsprache von Karl Lamprecht erhielt er für seinen Amerikaaufenthalt ein Stipendium der Carnegie-Stiftung. Im Jahre 1911 wurde er von der Columbia-Universität sowie von der Staatsuniversität in Wisconsin zum Ehrendoktor promoviert.
1913 erhielt er an der Universität Münster eine von drei ordentlichen Professuren für mittlere und neuere Geschichte. Die Akzentsetzung auf Überseegeschichte wurde auch von seinem Lehrstuhlnachfolger Hermann Wätjen fortgeführt. Neben seinen amtlichen Lehrveranstaltungen hielt er während des Ersten Weltkrieges und in der unmittelbaren Nachkriegszeit Hochschulkurse und Vorlesungen für akademisch nicht vorgebildete Kreise der Bevölkerung. Am 14. Mai 1916 wurde Daenell ein ordentliches Mitglied der Historischen Kommission für Westfalen. Im November 1917 unterzeichnete er einen Aufruf der Deutschen Vaterlandspartei. Eine Lungenentzündung führte am 17. Dezember 1921 überraschend zu seinem Tod, riss ihn aus seiner Lehrtätigkeit heraus und verhinderte die Ausführung bereits länger bearbeiteter Publikationsvorhaben, wie beispielsweise einer zweibändigen Geschichte Amerikas und einer umfassenden Darstellung der spanischen Kolonialherrschaft in Nordamerika. Sein Lehrstuhlnachfolger in Münster wurde Hermann Wätjen.
Daenell war mit der Tochter des Salzwedler Gymnasiallehrers Lindecke verheiratet. Aus der Ehe ging ein Sohn hervor. Der Sohn gründete später den Verlag für Kultur- und Wirtschaftswerbung Daenell & Co.

## Schriften (Auswahl)
- Geschichte der deutschen Hanse in der zweiten Hälfte des 14. Jahrhunderts. Teubner, Leipzig 1897 (Habilitationsschrift).
- Die Hanse und Polen in der zweiten Hälfte des 14. Jahrhunderts. In: Zeitschrift für Deutsche Geschichtswissenschaft N. F. 2, 1897/98, S. 317–341.
- Der Ostseeverkehr und die Hansestädte von der Mitte des 14. bis zur Mitte des 15. Jahrhunderts. (Vortrag auf der Pfingstversammlung des Hansischen Geschichtsvereins zu Emden 1902). In: Hansische Geschichtsblätter. Bd. 30 (1902), S. 3–47.
- Die Hansestädte und der Krieg um Schleswig (1426–1435). In: Zeitschrift der Gesellschaft für Schleswig-Holsteinische Geschichte. Bd. 32 (1902), S. 271–450 (Digitalisat).
- Die staatsrechtliche Stellung Schleswigs zu Dänemark im Zeitalter Waldemar Atterdags, Margarethes und Erichs des Pommern. In: Zeitschrift der Gesellschaft für Schleswig-Holsteinische Geschichte. Bd. 33 (1903), S. 329–338.
- Holland und die Hanse im 15. Jahrhundert (Vortrag auf der Pfingstversammlung des Hansischen Geschichtsvereins zu Magdeburg 1903). In: Hansische Geschichtsblätter. Bd. 31 (1903), S. 3–41.
- Zur hansischen Schiffahrt im Mittelalter (Vortrag auf der Pfingstversammlung des Hansischen Geschichtsvereins zu Kiel 1904). In: Hans F. Helmolt (Red.) Zu Friedrich Ratzels Gedächtnis, geplant als Festschrift zum 60. Geburtstage, nun als Grabspende dargebracht von Fachgenossen und Schülerrn, Freunden und Verehrern. Seele, Leipzig 1904, S. 25–38.
- Die Blütezeit der deutschen Hanse. Hansische Geschichte von der zweiten Hälfte des 14. bis zum letzten Viertel des 15. Jahrhunderts, 2 Bde. Reimer, Berlin 1905–1906.
- Geschichte der Vereinigten Staaten von Amerika. Teubner, Leipzig 1907 (2. Auflage 1914, 3. Auflage [bearb. und erweitert von Adolf Hasenclever] 1923).
- Die Stellung der Stadt Schleswig im frühmittelalterlichen Handel und Verkehr. In: Zeitschrift der Gesellschaft für Schleswig-Holsteinische Geschichte. Bd. 38 (1908), S. 403–414 (Digitalisat).
- Dänemark und die Herzogtümer in der ersten Hälfte des 19. Jahrhunderts. In: Die Heimat. Monatsschrift des Vereins zur Pflege der Natur- und Landeskunde in Schleswig-Holstein, Hamburg und Lübeck. Bd. 18 (1908), Heft 3, März 1908, S. 92–98 (Digitalisat).
- Betrachtungen zum Professorenaustausch. In: Internationale Wochenschrift für Wissenschaft, Kunst und Technik. Bd. 5 (1910), Sp. 145–154.
- Strömungen in der Kulturpolitik des lateinischen Amerika. In: Internationale Wochenschrift für Wissenschaft, Kunst und Technik 6, 1911, Sp. 1167–1180.
- Die Spanier in Nordamerika von 1513 bis 1824. Oldenbourg, München u. a. 1911 (Historische Bibliothek; 22).
- Zur Literatur über die Vereinigten Staaten von Amerika. In: Germanisch-romanische Monatsschrift. Bd. 4 (1912) S. 339–355.
- Kolonisation und Kolonialpolitik der Spanier, vornehmlich in Nordamerika (Vortrag auf der Pfingstversammlung des Hansischen Geschichtsvereins zu Wismar 1912). In: Hansische Geschichtsblätter. Bd. 40 (1912), S. 463–482.
- Nordamerikanische Universitätspolitik in Südamerika. In: Akademische Rundschau (1912/13), S. 108–112.
- Nordschleswig seit 1864. In: Zeitschrift der Gesellschaft für Schleswig-Holsteinische Geschichte. Bd. 43 (1913), S. 372–409 (Digitalisat).
- Die schleswig-holsteinische Frage zwischen den beiden Kriegen (1851–1864). In: Die Heimat. Bd. 24 (1914), Heft 1, Januar 1914, S. 1–5 (Digitalisat).
- Wie es zum Kriege kam. Borgmeyer, Münster 1924 (Kriegsvorträge der Universität Münster i. W.; 2).
- Die Vereinigten Staaten und der Frieden. In: Walter Goetz (Hrsg.): Deutschland und der Frieden. Notwendigkeiten und Möglichkeiten deutscher Zukunft. Teubner, Leipzig 1918, S. 377–400.
- Hat Dänemark einen Anspruch auf Nordschleswig? Borgmeyer, Münster 1918 (Digitalisat).
- Das Ringen der Weltmächte um Mittel- und Südamerika. In: Meereskunde (1919), Heft 146.